# Pascal Eenkhoorn
Pascal Eenkhoorn (Zwolle, 8 februari 1997) is een Nederlands wielrenner die sinds 2025 rijdt voor Soudal Quick-Step.

## Carrière
Als junior won Eenkhoorn in 2014 het bergklassement in de Vredeskoers voor junioren. Later dat jaar werd hij, achter Sjoerd Bax, tweede in het nationale kampioenschap tijdrijden en won hij het jongerenklassement in Aubel-Thimister-La Gleize. In de wegwedstrijd voor junioren op het wereldkampioenschap eindigde hij op plek 22. In maart 2015 won hij achtereenvolgens de Grote Prijs André Noyelle en La Bernaudeau Junior. In juni werd hij, achter Marten Kooistra, tweede in het nationale kampioenschap op de weg. In de tijdrit die vier dagen later werd verreden was wederom enkel Kooistra sneller.
Als eerstejaars belofte won Eenkhoorn, samen met zijn ploeggenoten van BMC Development Team, de teamproloog in de Ronde van Berlijn. Na de vierde en laatste etappe stond Eenkhoorn bovenaan het jongerenklassement. Later dat jaar was enkel Tim Rodenburg sneller op het nationale kampioenschap tijdrijden voor beloften. Na winst in de jongerenklassementen van de Ronde van Normandië en de Ronde van Rhône-Alpes Isère in 2017 werd Eenkhoorn voor de vierde maal op rij tweede op het nationale kampioenschap tijdrijden. Ditmaal was Julius van den Berg sneller bij de beloften. Op 1 augustus werd bekend dat Eenkhoorn een driejarig contract zou gaan tekenen bij Team LottoNL-Jumbo. In september won Eenkhoorn de proloog in de Olympia's Tour. Zijn leiderstrui wist hij in de overige vijf etappes met succes te verdedigen, waardoor hij Cees Bol opvolgde op de erelijst. In december van dat jaar werd Eenkhoorn, samen met Antwan Tolhoek en Juan José Lobato, weggestuurd van het trainingskamp van Team LottoNL-Jumbo en voor onbepaalde tijd op non-actief gesteld, omdat zij buiten de ploeg om slaapmedicatie gebruikten of in bezit hadden. De twee Nederlanders kregen vervolgens van de ploeg een schorsing van twee maanden, het contract van de Spanjaard werd ontbonden.
In februari 2018 maakte Eenkhoorn zijn debuut voor Team LottoNL-Jumbo. In de Ruta del Sol startte hij niet meer in de vierde etappe. Een maand later behaalde hij zijn eerste profzege toen hij de ochtendetappe op de eerste dag van de Internationale Wielerweek won. Door zijn overwinning mocht hij in de volgende etappe in de leiderstrui rijden.

## Overwinningen
2014
Bergklassement Vredeskoers, Junioren
Jongerenklassement Aubel-Thimister-La Gleize
2015
Grote Prijs André Noyelle
La Bernaudeau Junior
2016
Proloog Ronde van Berlijn (ploegentijdrit)
Jongerenklassement Ronde van Berlijn
2017
Jongerenklassement Ronde van Normandië
Jongerenklassement Ronde van Rhône-Alpes Isère
Proloog Olympia's Tour
Eind- en jongerenklassement Olympia's Tour
2018
1e etappe deel A Internationale Wielerweek
3e etappe Colorado Classic
2020
4e etappe Internationale Wielerweek
2021
Heistse Pijl
2022
 Nederlands kampioenschap op de weg
2023
Bergklassement Ronde van Zwitserland

## Resultaten in voornaamste wedstrijden
| Jaar | Ronde van Italië | Ronde van Frankrijk | Ronde van Spanje |
| ---- | ---------------- | ------------------- | ---------------- |
| 2018 |                  |                     |                  |
| 2019 |                  |                     |                  |
| 2020 |                  |                     |                  |
| 2021 |                  |                     |                  |
| 2022 | 62e              |                     |                  |
| 2023 |                  | 91e                 |                  |
| 2024 |                  |                     |                  |
| 2025 |                  | 49e                 |                  |

| Jaar | Milaan-San Remo | Gent-Wevelgem | Ronde van Vlaanderen | Parijs-Roubaix | Amstel Gold Race | Waalse Pijl | Parijs-Tours |  | WK op de weg |  | Wereldranglijsten |
| ---- | --------------- | ------------- | -------------------- | -------------- | ---------------- | ----------- | ------------ |  | ------------ |  | ----------------- |
| 2018 |                 |               | opgave               | 81e            |                  |             | 17e          |  |              |  | 391e (UWT)        |
| 2019 |                 | 46e           | 62e                  | 63e            |                  |             |              |  |              |  | 632e (UWR)        |
| 2020 |                 | 63e           | 104e                 |                |                  |             |              |  | opgave       |  |                   |
| 2021 |                 | 80e           | 94e                  | opgave         |                  |             | 45e          |  | 66e          |  |                   |
| 2022 |                 |               |                      |                |                  | 111e        |              |  | 28e          |  |                   |
| 2023 |                 |               |                      |                | 18e              | 121e        |              |  | opgave       |  |                   |
| 2024 | 70e             |               |                      |                | 58e              |             |              |  |              |  |                   |
| 2025 |                 |               | 84e                  |                | opgave           | opgave      |              |  |              |  |                   |

## Ploegen
- 2018 –  Team LottoNL-Jumbo
- 2019 –  Team Jumbo-Visma
- 2020 –  Team Jumbo-Visma
- 2021 –  Team Jumbo-Visma
- 2022 –  Team Jumbo-Visma
- 2023 −  Lotto-Dstny
- 2024 –  Lotto-Dstny
- 2025 –  Soudal Quick-Step

Battaglin · Bennett · Boom · Bouwman · Clement · De Tier · Eenkhoorn · van Emden · Gesink · Groenewegen · Jansen · Kruijswijk · Kuss · Leezer · Lindeman · Martens · Olivier · van Poppel · Powless · Roglič · Roosen · Tankink · Tolhoek · Van Hoecke · Wagner · Wynants
Van Aert · Bennett · Bouwman · De Plus · Dumoulin · Eenkhoorn · Foss · Gesink · Groenewegen · Harper · Hofstede · Jansen · Kruijswijk · Kuss · Leezer · Lindeman · Martens · Martin · Pfingsten · Roglič   · Roosen · Teunissen · Tolhoek · Van der Hoorn · Van Emden · Vingegaard · Wynants
Van Aert · Affini · Bennett · Bouwman · Dekker · van Dijke (vanaf 5 september) · Dumoulin · Eenkhoorn · Van Emden · Foss · Gesink · Groenewegen · Harper · Hofstede · Van Hooydonck · Kooij (vanaf 18 februari) · Kruijswijk · Kuss · Leemreize · Martens (t/m 30 mei) · Martin · Oomen · Pfingsten · Roglič   · Roosen · Teunissen · Tolhoek · Vingegaard · Wynants (t/m 4 april)
Affini · Benoot · Bouwman · Dekker · Dennis · Dumoulin (tot 15/8) · Eenkhoorn · Foss   · Gesink · Harper · Hessmann · Hofstede · Kooij · Kruijswijk · Kuss · Laporte · Leemreize · Oomen · Roglič   · Roosen · Teunissen · Vader · Van Aert · Van der Sande · M. van Dijke · T. van Dijke · Van Emden · Van Hooydonck · Vingegaard · Gloag (stagiair)
Adamietz · Beullens · Campenaerts · De Buyst · De Gendt · De Lie · Drizners · Eenkhoorn · Ewan · Frison · Grignard · Guarnieri · Kron · Livyns · Menten · Moniquet · Paasschens · Schwarzmann · Segaert (vanaf 24/2) · Selig · Sepúlveda · Slock · Sweeny · Van de Paar · Van Eetvelt · Van Gils · Van Moer · Vanhoucke (vanaf 15/8) · Vermeersch
Adamietz · Berckmoes · Beullens · Campenaerts · Currie · De Buyst · De Gendt · De Lie · Drizners · Eenkhoorn · Gregaard · Grignard · Guarnieri · Kron · Livyns · Menten · Moniquet · Paasschens · Segaert · Taminiaux · Sepúlveda · Slock · Vandenabeele · Van de Paar · Van Eetvelt · Van Gils · Van Moer · Vanhoucke · Vermeersch